# Horseshoe Hills
Die Horseshoe Hills (englisch für Hufeisenhügel) sind eine in hufeisenform angeordnete Gruppe von Nunatakkern an der Küste des ostantarktischen Mac-Robertson-Lands. Sie ragen im südlichen Abschnitt der Manning-Nunatakker auf. 
Luftaufnahmen der Manning-Nunatakker entstanden 1957 im Rahmen der Australian National Antarctic Research Expeditions. Das Antarctic Names Committee of Australia benannte die hier beschriebenen Objekte deskriptiv.